# Jean-François de Macheco de Prémeaux

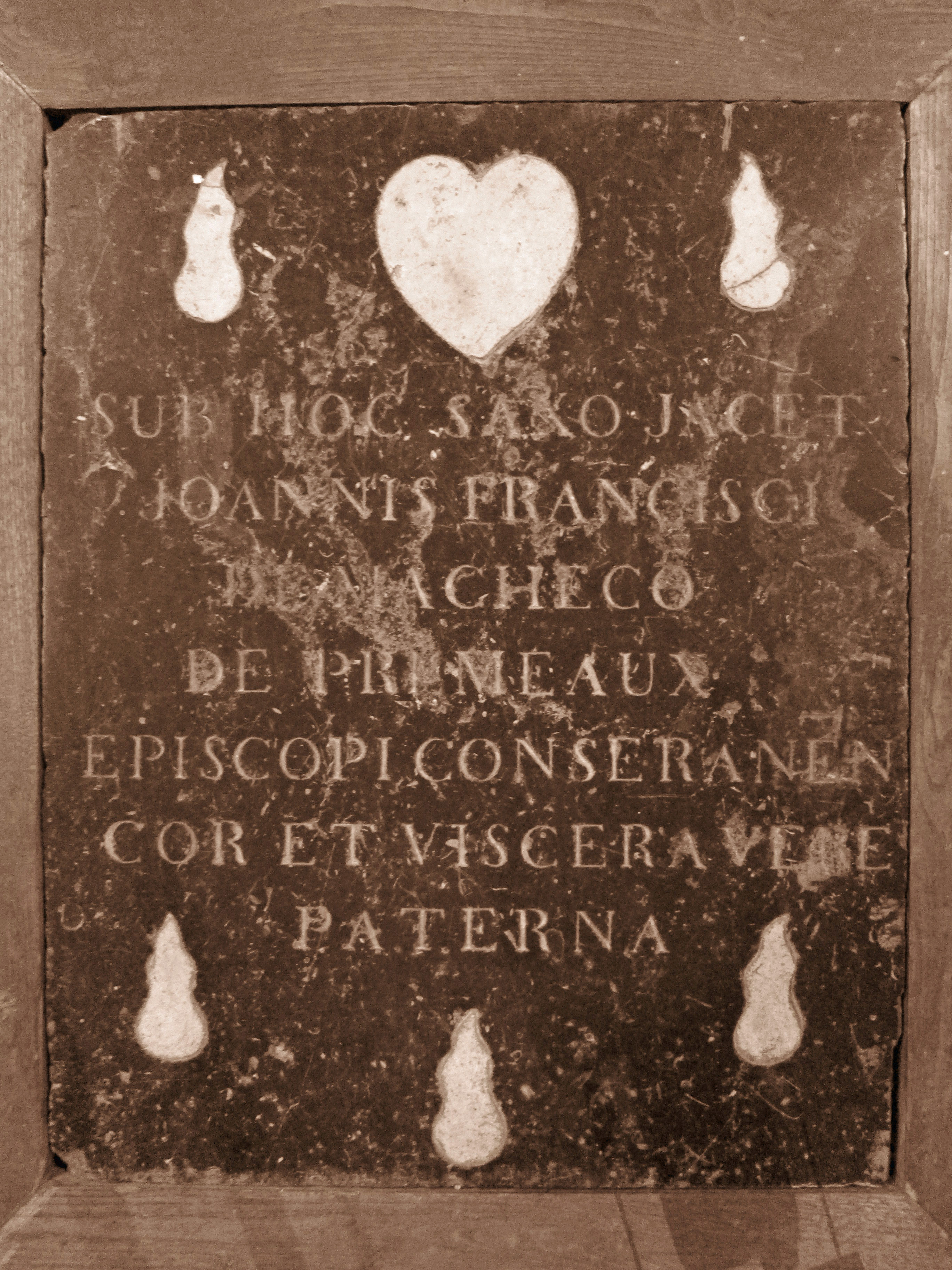
Grabstein in der Kathedrale von Saint-Lizier

Jean-François de Macheco de Prémeaux (* 1692 in Dijon; † 29. April 1752 in Couserans) war Bischof von Couserans.
Jean-François de Macheco de Prémeaux war der ältere Bruder des Bischofs Jean-Chrétien de Macheco de Prémeaux (1697–1771) von Périgueux. Er war Doktor der Theologie, Kommendatar von Saint-Paul-de-Narbonne und Generalvikar des Erzbischofs von Narbonne. 1715 nahm er als Deputierter der Erzdiözese Narbonne an der Nationalversammlung des französischen Klerus in Paris teil.
Er war Generalagent des Klerus und wurde 1726 zum Bischof von Couserans nominiert. Die Bischofsweihe erhielt er am 12. Januar 1727. Er vollendete die Arbeiten am Bischofspalais und ließ ein neues Stallgebäude und eine Orangerie (später „Gärtnerhaus“ genannt) erbauen. Außerdem wurde während seines Episkopats eine neue Sakristei zwischen dem Kapitelsaal und Notre-Dame-de-la-Sède gebaut.